# Leskeodon mariei
Leskeodon mariei là một loài rêu trong họ Daltoniaceae. Loài này được Besch. Broth. mô tả khoa học đầu tiên năm 1907.